# Linycus flavitarsis
Linycus flavitarsis är en stekelart som först beskrevs av Heinrich 1937.  Linycus flavitarsis ingår i släktet Linycus och familjen brokparasitsteklar. Inga underarter finns listade i Catalogue of Life.